# Бленіо
Бленіо (італ. Blenio) — громада  в Швейцарії в кантоні Тічино, округ Бленіо.

## Географія
Громада розташована на відстані близько 125 км на схід від Берна, 38 км на північ від Беллінцони.
Бленіо має площу 202 км², з яких на 1,3% дозволяється будівництво (житлове та будівництво доріг), 24,8% використовуються в сільськогосподарських цілях, 29,4% зайнято лісами, 44,5% не є продуктивними (річки, льодовики або гори).

## Демографія
2019 року в громаді мешкало 1770 осіб (+4,3% порівняно з 2010 роком), іноземців було 7,2%. Густота населення становила 9 осіб/км².
За віковим діапазоном населення розподілялося таким чином: 16,1% — особи молодші 20 років, 55,9% — особи у віці 20—64 років, 28% — особи у віці 65 років та старші. Було 837 помешкань (у середньому 2,1 особи в помешканні).
Із загальної кількості 584 працюючих 120 було зайнятих в первинному секторі, 147 — в обробній промисловості, 317 — в галузі послуг.